# Aydın (prowincja)
Prowincja Aydın – prowincja w Turcji. W czasach antycznych nosiła nazwę Lidia. Według danych za rok 2021 była zamieszkana przez ok. 1 130 000 osób. Gęstość zaludnienia w prowincji wynosiła ok. 142 osób na km². Stolicą jest miasto Aydın.